# Koevoet
Koevoet (afr. łom), oficjalna nazwa: South West Africa Police Counter-Insurgency Unit (SWAPOL-TIN, Przeciwpowstańczy Oddział Policji Afryki Południowo-Zachodniej) – jednostka działająca podczas południowoafrykańskiej wojny granicznej, odnosząca duże sukcesy. Żołnierze tej jednostki zabili 3861 przeciwników, przy stratach własnych wynoszących 153 ludzi. W jednostce liczącej 3 tys. żołnierzy było tylko 300 Afrykanerów, resztę stanowili rdzenni mieszkańcy obecnej Namibii. Została rozwiązana w roku 1993.